# Steinbruch Schiffarth

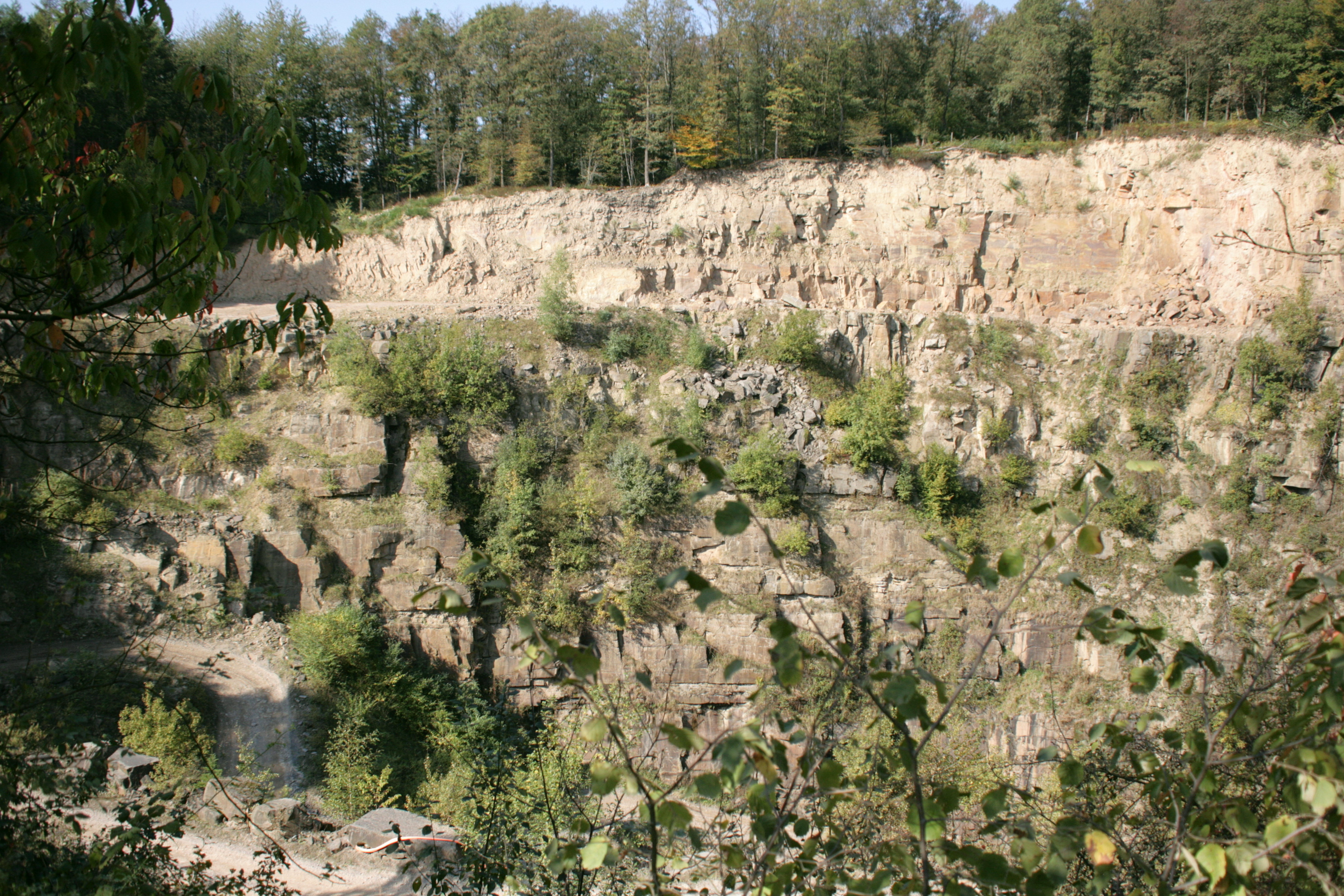
Steinbruch Schiffahrt

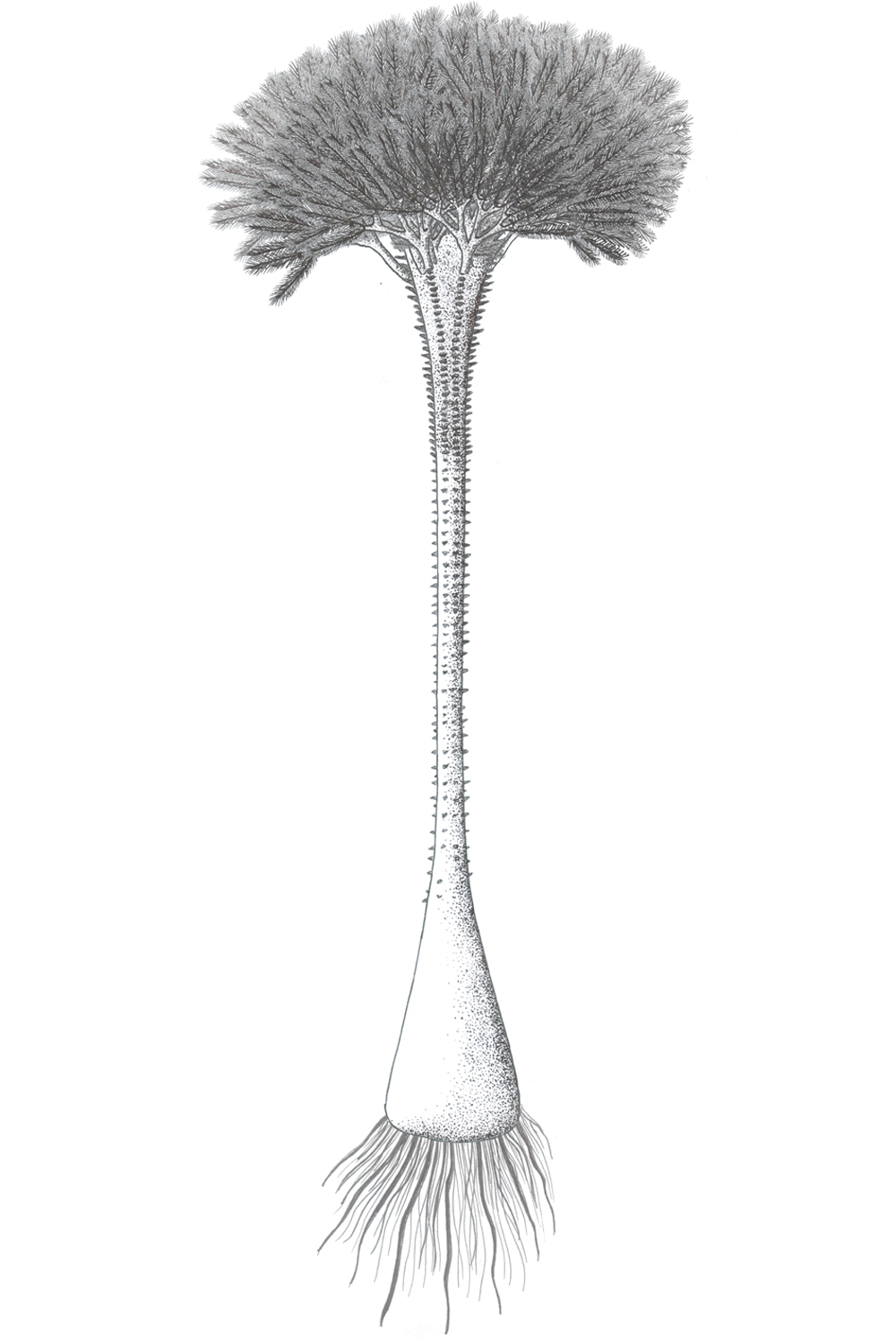
Calamophyton

Der Steinbruch Schiffarth ist ein Steinbruch im Brungerst. Er liegt südlich von Eremitage, Lindlar. Gefördert wird  Grauwacke aus der Zeit der Eifelium-Stufe des Mitteldevon. Der Fundbereich lag in der Zeit seiner Entstehung am Küstenrand des alten Kontinents Laurussia. Leitfossil ist die Seelilie. Gefunden wurde hier 2008 von Peter Giesen zwei etwa 1,5 m große Exemplare des Calamophyton primaevus. 2012 wurde Weylandia rhenana gefunden. Hans Martin Weber vermutet, dass sich hier eine Insel befand, die überschwemmt wurde.